# Fútbol Club Libertad Gran Mamoré
El Fútbol Club Libertad Gran Mamoré, más conocido como Libertad Gran Mamoré, fue un club de fútbol boliviano con sede en Trinidad, Departamento del Beni. Fue fundado el 26 de abril de 2019 como fruto de la fusión del Club Gran Mamoré y Fútbol Club Libertad. Disputó la temporada 2023 de la Primera División de Bolivia por primera vez en su historia pero perdió la categoría y desde 2024 debía jugar en la Primera "A" de la Asociación Beniana de Fútbol, tercera categoría del fútbol boliviano, pero no se inscribió en la misma y quedó desafiliado. 

## Historia
Fue fundado en 2008 por dos hermanos cristianos que tenían la intención de crear un equipo de fútbol cristiano, el club se llamó Fútbol Club Libertad y llegó a la primera división de la Asociación Beniana de Fútbol en 2009. En 2018, el club ganó su primer campeonato regional, clasificándose a la Copa Simón Bolívar. En 2020, Libertad pasó a llamarse Fútbol Club Libertad Gran Mamoré, con la intención de rescatar la memoria del disuelto Real Mamoré. En noviembre de 2022 lograría llegar a la gran final de la Copa Simón Bolívar, en el cual perdería en los penales contra el Vaca Díez.
Con esto club se enfrentaría en el partido de ascenso y descenso indirecto contra el Universitario de Sucre, con lo cual ganaron en global de 6-0 y logra el ascenso a la Primera División de Bolivia por primera vez en su historia.

## Estadio

Vista interior del Estadio Gran Mamoré.

## Indumentaria
| Período | Proveedor | Patrocinador |
| ------- | --------- | ------------ |
| 2022—   | Paravero  |              |

## Afición

Barra brava de Libertad Gran Mamoré, la RSK-2, en el Estadio Gran Mamoré.

Libertad Gran Mamoré, tiene una barra organizada que acompañan al club en sus encuentros tanto de local como de visita.
Los RSK-2, desde el 2020 acompañó al club durante los torneos de la Primera A y la Copa Simón Bolívar. En 2023 estarán alentando al club en la División Profesional por vez primera.

## Datos del club

### Denominaciones
A continuación se listan las distintas denominaciones de las que ha dispuesto el club a lo largo de su historia:
- Fútbol Club Libertad: (2008-20) Nombre oficial en su fundación.
- Fútbol Club Libertad Gran Mamoré: (2020-2024)

### Estadísticas
- Fundación: 2008.
- Temporadas en Primera División: 1 (2023).
- Participaciones en Copa Simón Bolívar: 3 (2020, 2021, 2022).

#### Participaciones en Copa Simón Bolívar
En la siguiente tabla se muestra un resumen de las campañas de Libertad Gran Mamoré en la Copa Simón Bolívar, el torneo de ascenso del fútbol boliviano.
| Copa Simón Bolívar      | Copa Simón Bolívar | Copa Simón Bolívar | Copa Simón Bolívar | Copa Simón Bolívar | Copa Simón Bolívar | Copa Simón Bolívar | Copa Simón Bolívar | Copa Simón Bolívar | Copa Simón Bolívar | Copa Simón Bolívar |
| Torneo                  | Posición           | PJ                 | PG                 | PE                 | PP                 | GF                 | GC                 | Dif                | Pts.               |                    |
| ----------------------- | ------------------ | ------------------ | ------------------ | ------------------ | ------------------ | ------------------ | ------------------ | ------------------ | ------------------ | ------------------ |
| Copa Simón Bolívar 2020 | Cuartos de final   | 10                 | 4                  | 3                  | 3                  | 16                 | 11                 | +5                 | 15                 |                    |

## Entrenadores

### Listado reciente
| Entrenador         | Período                 |
| ------------------ | ----------------------- |
| Alexander Silva    | 2018                    |
| Christian Reynaldo | 2020                    |
| Carlos Fabián Leeb | 2021                    |
| Cleibson Ferreira  | 2021                    |
| Rolando Ribera     | 2022                    |
| Christian Reynaldo | 2022 - 2023             |
| Andrés Marinangeli | 2023                    |
| José Enrique Peña  | 2023 - 21-07-2023       |
| Humberto Viviani   | 21-07-2023 - Actualidad |

## Directiva

### Autoridades
| Miembros            | Cargo              |
| ------------------- | ------------------ |
| José Luis Rodríguez | Presidente         |
| Carlos Montero      | Vicepresidente 1.º |
| Alejandro Gómez     | Secretario general |
| Wilder Torrico      | Jefe de Marketing  |

## Palmarés

### Torneos nacionales
| Competición nacional     | Títulos | Subcampeonatos |
| ------------------------ | ------- | -------------- |
| Copa Simón Bolívar (0/1) |         | 2022.          |

### Torneos regionales (3)
| Competición regional                             | Títulos                | Subcampeonatos |
| ------------------------------------------------ | ---------------------- | -------------- |
| Asociación Beniana de Fútbol - Primera "A" (3/0) | 2018, 2021-I, 2021-II. |                |

## Rivalidades

### Clásico del Norte
Libertad Gran Mamoré disputa frente a Vaca Díez el Clásico del Norte, también llamado «Clásico Amazónico». Desde que ambos equipos ascendieron a Primera División y que a partir de 2023 se verían las caras, este clásico toma relevancia pues por primera vez en la historia del fútbol boliviano se enfrentarán 2 equipos de los departamentos de Beni y Pando.